# 徐嵩 (前秦)
徐嵩（？—388年），字元高，十六国前秦官员，徐盛之子。
苻坚时，举贤良为郎中，担任长安令，犯法的贵戚子弟，徐嵩一概追究，请托路绝。苻坚以他为奇。转任始平郡守、中垒将军。苻坚在淝水战败，长安大乱，中垒将军徐嵩与屯骑校尉胡空各据险筑垒以自固，堡名徐嵩堡（今陕西彬县西南）。受后秦王姚苌官爵。385年，姚苌杀苻坚，徐嵩与胡空各率众投前秦新帝苻登，前登拜为镇军将军、雍州刺史。388年，姚苌派将军姚方成攻陷徐嵩堡，徐嵩被杀，谥忠武。